# روجر دويل
روجر دويل (بالإنجليزية: Roger Doyle)‏ هو ملحن وعازف بيانو أيرلندي، ولد في 17 يوليو 1949 في Malahide ‏ في جمهورية أيرلندا.

## وصلات خارجية
- الموقع الرسمي
- روجر دويل على موقع IMDb (الإنجليزية)
- روجر دويل على موقع ميوزك برينز (الإنجليزية)
- روجر دويل على موقع ديسكوغز (الإنجليزية)